# الطريق الوطني رقم 6 (الجزائر)
الطريق الوطني رقم 6 (RN6) هو طريق وطني جزائري، يربط سيق (ولاية معسكر) بتيمياوين (ولاية برج باجي مختار) بطول حوالي 2163 كم.

## تاريخ
تم تشييده عام 1879.

## مسار
مسارالطريق يمر بعدة مدن أهمها: سيق - معسكر - سعيدة - بوقطب - المشرية - النعامة - عين الصفراء - بشار- العبادلة - أدرار - رقان - برج باجي مختار - تيمياوين
يمر بالولايات التالية:
- ولاية معسكر
- ولاية سعيدة
- ولاية البيض
- ولاية النعامة
- ولاية بشار
- ولاية أدرار

## ازدواجة الطريق
- مقطع ولاية النعامة على مسافة 273 كلم. منها 112 كلم منجز و161 كم قيد الإنجاز.[1][2]
- مقطع بشار وبني ونيف على مسافة 110 كلم.[3]

## معرض صور

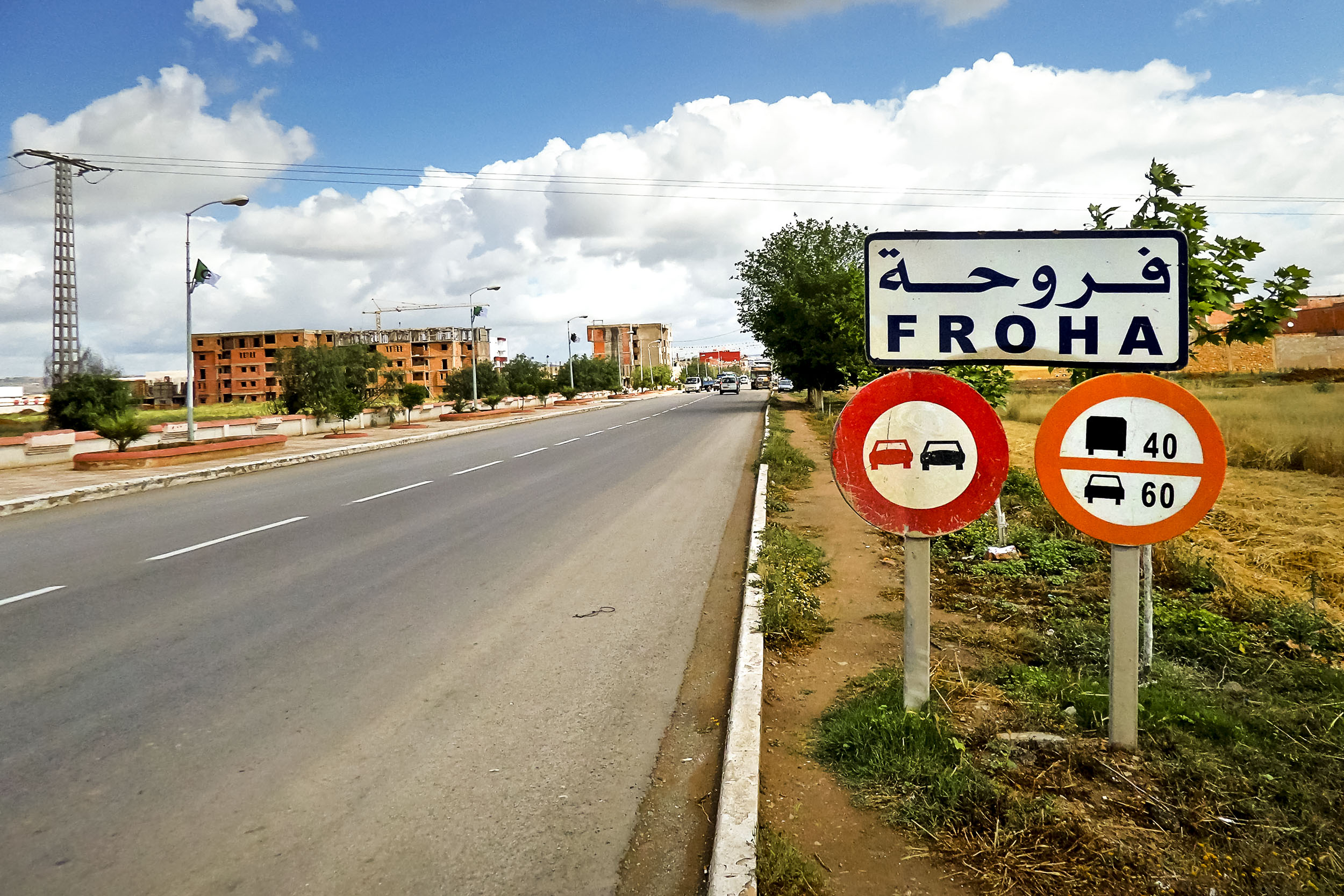
مدخل بلدة فروحة في ولاية معسكر
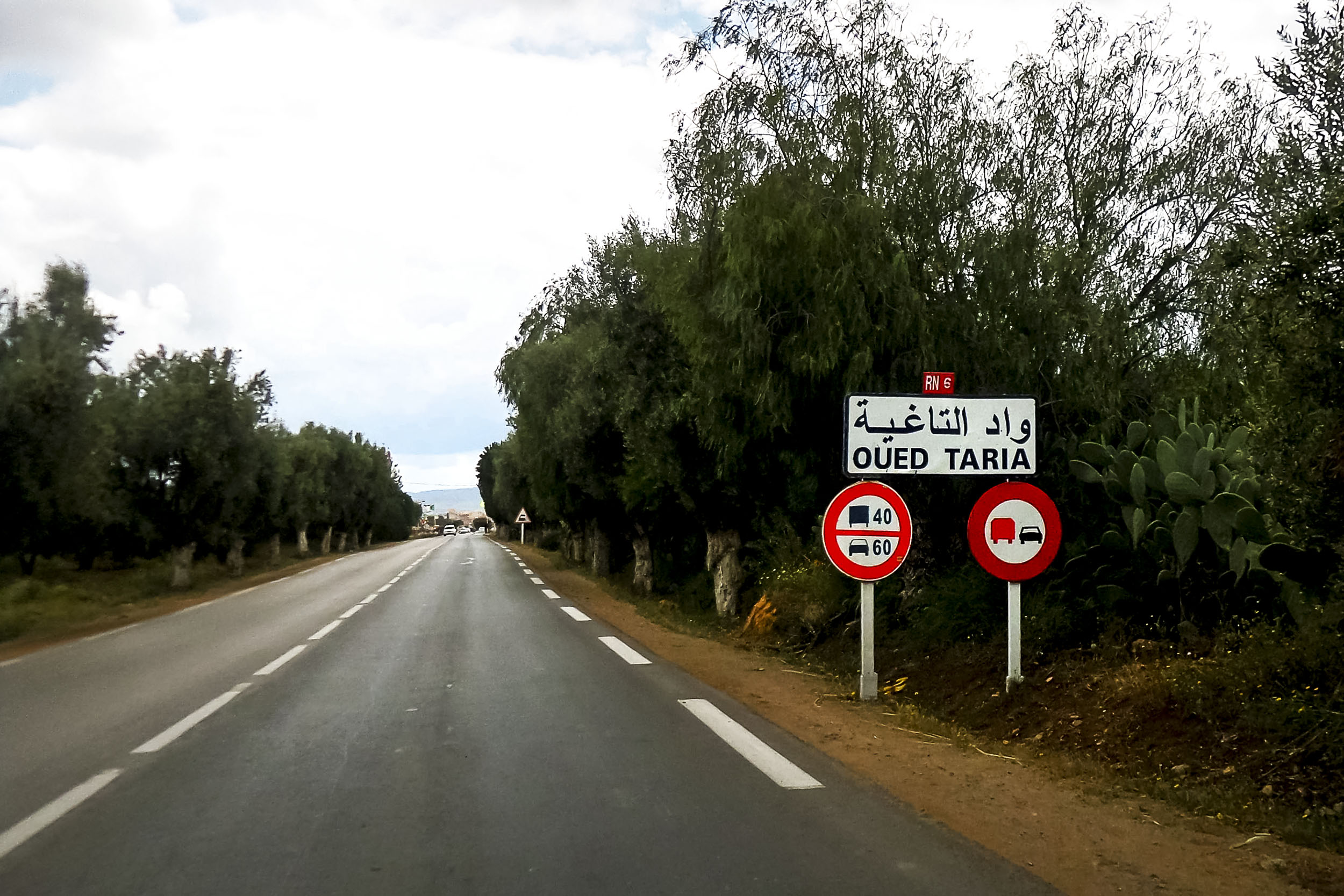
مدخل بلدية واد التاغية في جنوب ولاية معسكر
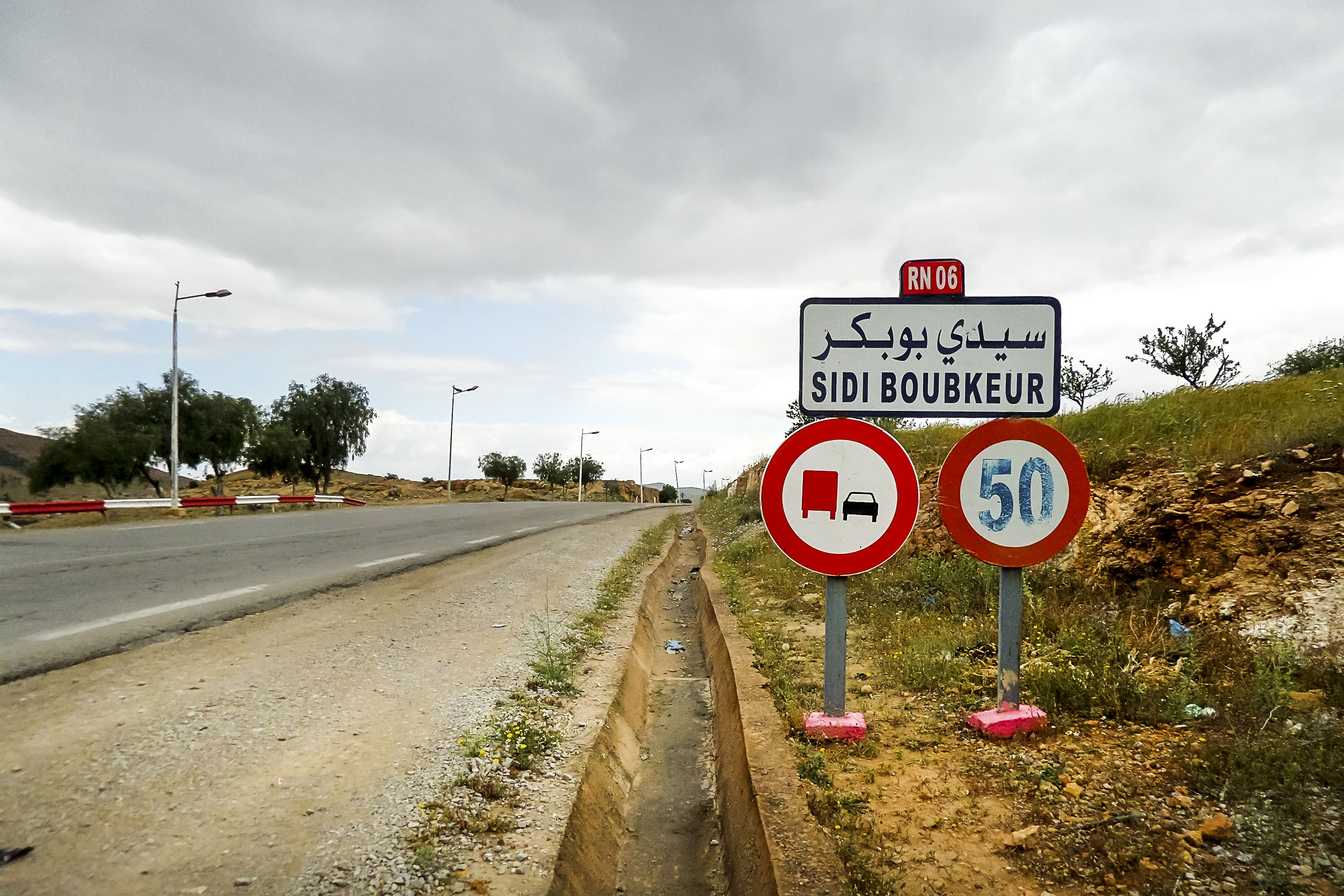
مدخل سيدي بوبكر شمال ولاية سعيدة
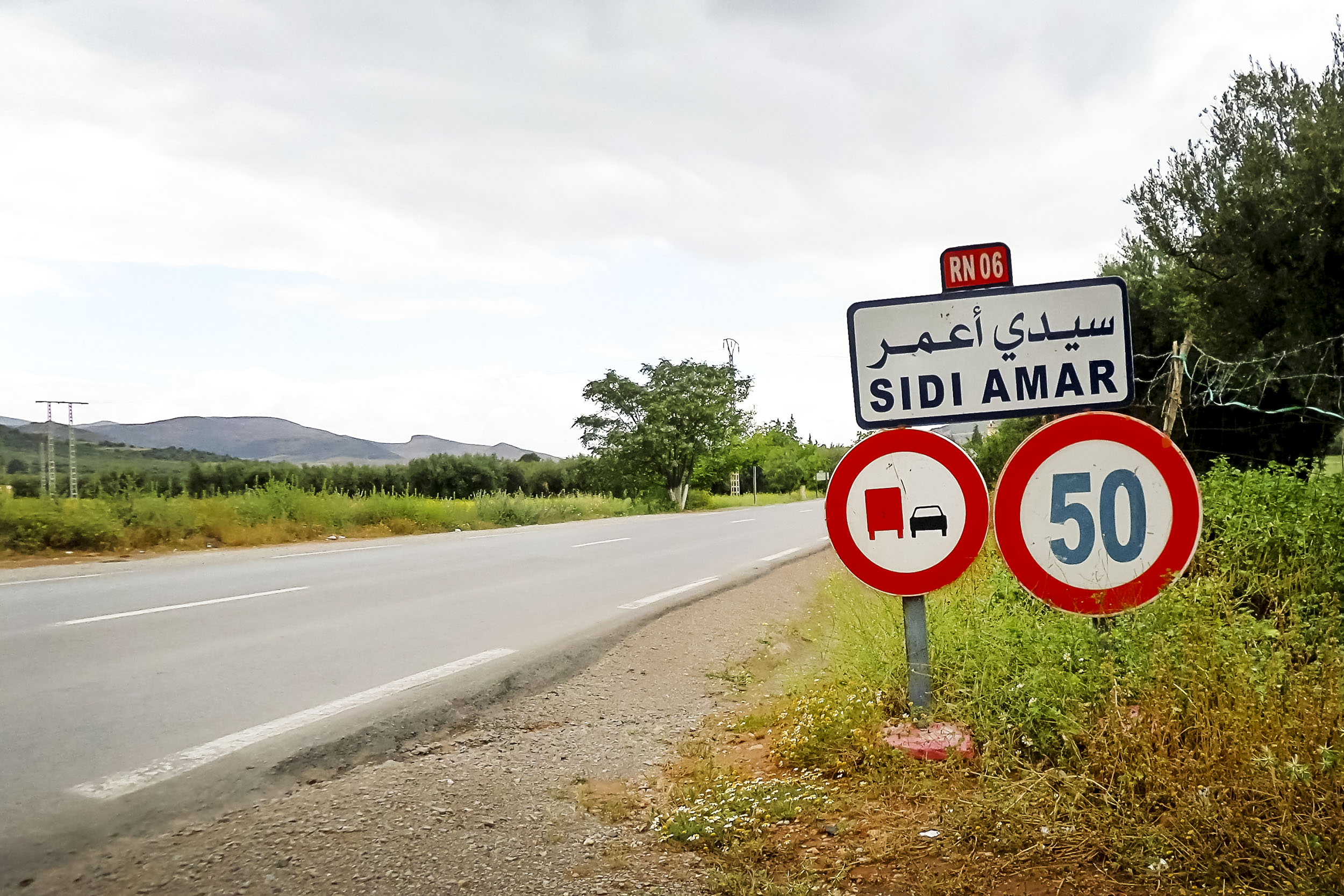
مدخل بلدة سيدي عمر في ولاية البيض